# 小須田健
小須田 健（こすだ けん、1964年 - ）は、日本の哲学者・翻訳家。

## 経歴
1964年、神奈川県で生まれた。中央大学文学部で学び、卒業。同大学大学院文学研究科に進み、博士後期課程を満期退学。
卒業後は、母校の中央大学、清泉女子大学、東京情報大学などで非常勤講師を務めた。専攻は現象学を中心とする現代哲学で、倫理学。

## 受賞・栄典
- 2004年：リチャード・ウォーリン著『ハイデガーの子どもたち』の翻訳に対する功績でレッシング翻訳賞を受賞。

## 著作
著書
- 『日本一わかりやすい哲学の教科書』アスカ・エフ・プロダクツ 2003
- 『面白いほどよくわかる図解世界の哲学・思想 深遠な「知」の世界を豊富な図版・イラストでスンナリ理解!』日本文芸社 学校で教えない教科書 2004
- 『30分でわかる哲学&思想』日本文芸社 2010

編共著・監修
- 『萌える・哲学入門 古代ギリシア哲学から現代思想まで』造事務所編著、監修 、大和書房 2009

翻訳
- 『夢と実存』L.ビンスワンガー・M.フーコー著、荻野恒一・中村昇共訳、みすず書房 1992
- 『ささやかながら、徳について』アンドレ・コント＝スポンヴィル（英語版）著、中村昇・コリーヌ・カンタン共訳、紀伊國屋書店 1999
- 『愛の哲学,孤独の哲学』アンドレ・コント=スポンヴィル著、中村昇・C.カンタン共訳、紀伊國屋書店 2000
- 『哲学はこんなふうに』アンドレ・コント=スポンヴィル著、木田元・C.カンタン共訳、紀伊國屋書店 2002
  - 文庫化 河出文庫 2022
- 『幸福は絶望のうえに』アンドレ・コント=スポンヴィル著、木田元・C・カンタン共訳、紀伊國屋書店 2004
- 『ハイデガーの子どもたち アーレント/レーヴィット/ヨーナス/マルクーゼ』リチャード・ウォーリン著、村岡晋一・平田裕之共訳、新書館 2004
- 『時局論 上：インド・中国論)』(マルクス・コレクション 6) 村岡晋一・吉田達共訳、筑摩書房 2005
- 『資本主義に徳はあるか』アンドレ・コント=スポンヴィル著、C.カンタン共訳、紀伊國屋書店 2006
- 『時局論 下：芸術・文学論、手紙』(マルクス・コレクション 7) 村岡晋一・吉田達・瀬嶋貞徳・今村仁司共訳、筑摩書房 2007
- 『救済の星』フランツ・ローゼンツヴァイク著、村岡晋一・細見和之共訳、みすず書房 2009
- 『精神の自由ということ：神なき時代の哲学』アンドレ・コント=スポンヴィル著、C.カンタン共訳 紀伊國屋書店 2009
- 『哲学』アンドレ・コント=スポンヴィル著、照屋裕美子・コリーヌ・カンタン共訳、白水社(文庫クセジュ) 2010
- 『哲学大図鑑』ウィル・バッキンガム（英語版）ほか著、三省堂 2012
- 『心理学大図鑑』キャサリン・コーリンほか著、池田健用語監修 三省堂 2013
- 『経済学大図鑑』ナイアル・キシテイニーほか著、若田部昌澄日本語版監修、三省堂 2014